# Janez Nepomuk Neumann
Sveti Janez Nepomuk Neumann, češki svetnik in misijonar, * 28. marec 1811, Prahatice, † 5. januar 1860, Baltimore, Filadelfija.

## Življenjepis
Novembra 1840 je vstopil v red redemptoristov. 1. februarja 1852 ga je papež Pij IX. imenoval za škofa Filadeldije.